# Stiff Upper Lip
Stiff Upper Lip (рус. Невозмутимый) — четырнадцатый полноформатный студийный альбом австралийской группы AC/DC, выпущенный в 2000 году. С альбома отдельными изданиями были выпущены три сингла — «Stiff Upper Lip», «Safe in New York City» и «Satellite Blues». 17 апреля 2007 года в США альбом был переиздан в рамках музыкальной серии AC/DC Remasters.

## Работа над альбомом
Композиции для альбома писались в самых различных местах: начиная от Нидерландов и Австралии, и заканчивая Нью-Йорком и самой студией, где происходила запись альбома. Запись альбома производилась в течение сентября-октября 1999 года в студии The Warehouse Studio, расположенной в Ванкувере. Мастеринг же осуществлялся в студии Sterling Sound, находящейся в Нью-Йорке. Продюсированием альбома в основном занимался Джордж Янг, которому помогали его братья Ангус и Малькольм:

Мы хотели записать самый настоящий рок-н-ролльный альбом, а Джордж разбирается в этом лучше, чем кто-либо. Он уже работал с нами, и поэтому мы понимаем друг друга с полуслова. Мы довольны результатом. Получился настоящий махровый рок-н-ролл, то чего мы добивались уже очень давно, — Ангус Янг.
 Все композиции были написаны Ангусом и Малькольмом Янг.
«Can’t Stand Still» Джонсон записал в один дубль, сохраняя уровень и тональность; в конце трека можно расслышать аплодисменты участников группы.
Всего в ходе студийной сессии было записано 18 композиций, в альбом из которых, по мнению музыкантов, вошли самые лучшие из них. При этом отборе песен для альбома, последние проверялись Ангусом и Джорджем на благозвучность с помощью фортепиано, а не вошедшие на альбом композиции были задействованы в качестве синглов:

…При этом главным критерием отбора песен было их звучание. Это должен был быть первозданный рок-н-ролл, который входил в основу нашей музыки. Это было нашим сюрпризом для поклонников, ведь такого звучания AC/DC уже давно никто не слышал, — Малькольм Янг.

## Список композиций
Авторы песен: Ангус и Малькольм Янг
| №                   | Название                   | Длительность |
| ------------------- | -------------------------- | ------------ |
| 1.                  | «Stiff Upper Lip»          | 3:34         |
| 2.                  | «Meltdown»                 | 3:41         |
| 3.                  | «House of Jazz»            | 3:56         |
| 4.                  | «Hold Me Back»             | 3:59         |
| 5.                  | «Safe in New York City»    | 3:59         |
| 6.                  | «Can't Stand Still»        | 3:41         |
| 7.                  | «Can't Stop Rock 'n' Roll» | 4:02         |
| 8.                  | «Satellite Blues»          | 3:46         |
| 9.                  | «Damned»                   | 3:52         |
| 10.                 | «Come and Get It»          | 4:02         |
| 11.                 | «All Screwed Up»           | 4:36         |
| 12.                 | «Give It Up»               | 3:54         |
| Общая длительность: | Общая длительность:        | 46:57        |

В Австралии, Новой Зеландии и Европе, после проведения концертного тура в поддержку альбома, лейблом Albert Productions было выпущено 2-дисковое специальное издание альбома. Первый диск включал в себя оригинальную версию альбома, а второй — один трек, не вошедший в альбом, 5 концертных версий песен, сделанных на концерте в Мадриде, в 1996 году и 3 музыкальных видео
Авторы песен: Ангус и Малькольм Янг, кроме отмеченных:
| №  | Название                        | Автор(ы)                 | Длительность |
| -- | ------------------------------- | ------------------------ | ------------ |
| 1. | «Cyberspace»                    |                          | 2:59         |
| 2. | «Back in Black (Live)»          | Янг, Янг, Брайан Джонсон | 3:41         |
| 3. | «Hard as a Rock (Live)»         |                          | 4:51         |
| 4. | «Ballbreaker (Live)»            |                          | 4:41         |
| 5. | «Whole Lotta Rosie (Live)»      | Янг, Янг, Бон Скотт      | 5:27         |
| 6. | «Let There Be Rock (Live)»      | Янг, Янг, Скотт          | 11:53        |
| 7. | «Stiff Upper Lip» (Видео)       |                          | 3:50         |
| 8. | «Safe in New York City» (Видео) |                          | 4:01         |
| 9. | «Satellite Blues» (Видео)       |                          | 3:55         |

## Живое исполнение песен
На концертах исполнялись только 4 песни из альбома: «Stiff Upper Lip», «Meltdown», «Safe in New York City» и «Satellite Blues».
«Safe in New York City» исполнялась только до июня 2001 года. В начале тура вместо неё исполнялась песня «Get It Hot». В 2001 году также «Safe in New York City» часто заменялась на «Sin City» или «Get It Hot», а в июне 2001 года, на последних 15 концертах её окончательно заменила песня «What Do You Do For Money Honey».
«Satellite Blues» исполнялась только до сентября 2000 года потом заменилась песней «Meltdown». Обе песни исполнялись только в 2000 году, в конце года на её месте исполнялись либо «Get it hot» либо «Sin City», а в июне 2001 года её заменила песня «Up to my neck in you». На последнем концерте тура вместо неё играла песня «Gone Shootin'».
«Stiff Upper Lip» исполнялась на всех концертах одноимённого тура. Также 4 раза была исполнена на концертах в 2003 году, также она исполнялась на репетициях перед туром «Black ice», но в его основной сет-лист песня не вошла.

## Видео
Stiff Upper Lip Live — видеоальбом группы, записанный 14 июня 2001 года, на концерте в Мюнхене, в течение концертного тура в поддержу альбома Stiff Upper Lip. Включает в себя следующие композиции:
1. «Stiff Upper Lip» (Янг, Янг)
2. «You Shook Me All Night Long» (Янг, Янг, Джонсон)
3. «Problem Child» (Янг, Янг, Скотт)
4. «Thunderstruck» (Янг, Янг)
5. «Hell Ain't a Bad Place to Be» (Янг, Янг, Скотт)
6. «Hard as a Rock» (Янг, Янг)
7. «Shoot to Thrill» (Янг, Янг, Джонсон)
8. «Rock and Roll Ain't Noise Pollution» (Янг, Янг, Джонсон)
9. «What Do You Do for Money Honey» (Янг, Янг, Джонсон)
10. «Bad Boy Boogie» (Янг, Янг, Скотт)
11. «Hells Bells» (Янг, Янг, Джонсон)
12. «Up to My Neck in You» (Янг, Янг, Скотт)
13. «The Jack» (Янг, Янг, Скотт)
14. «Back in Black» (Янг, Янг, Джонсон)
15. «Dirty Deeds Done Dirt Cheap» (Янг, Янг, Скотт)
16. «Highway to Hell» (Янг, Янг, Скотт)
17. «Whole Lotta Rosie» (Янг, Янг, Скотт)
18. «Let There Be Rock» (Янг, Янг, Скотт)
19. «T.N.T.» (Янг, Янг, Скотт)
20. «For Those About to Rock» (Янг, Янг, Джонсон)
21. «Shot Down in Flames» (Янг, Янг, Скотт)

## Участники записи
- Брайан Джонсон — вокал
- Ангус Янг — гитара, бэк-вокал
- Малькольм Янг — гитара, бэк-вокал
- Клифф Уильямс — бас, бэк-вокал
- Фил Радд — ударные, перкуссия

## Позиции в чартах
| Год  | Чарт                        | Позиция |
| ---- | --------------------------- | ------- |
| 2000 | Australian Albums Chart     | 3       |
| 2000 | Billboard 200               | 7       |
| 2000 | Top Canadian Albums         | 5       |
| 2000 | UK Albums Chart             | 12      |
| 2000 | Sverigetopplistan           | 1       |
| 2000 | Mega Album Top 100          | 36      |
| 2000 | New Zealand Albums Chart    | 12      |
| 2000 | Swiss Albums Chart          | 2       |
| 2000 | Austrian Albums Chart       | 1       |
| 2000 | French Albums Chart         | 2       |
| 2000 | Suomen virallinen lista     | 1       |
| 2000 | VG-lista                    | 6       |
| 2003 | Ultratop Wallonia 50 albums | 10      |
| 2003 | Ultratop Flanders 50 albums | 17      |

## Сертификации
| Государство    | Продажи   | Статус     |
| -------------- | --------- | ---------- |
| Австралия      | 70,000    | Платиновый |
| США            | 1,000,000 | Платиновый |
| Канада         | 500,000   | Платиновый |
| Великобритания | 500,000   | Платиновый |